# Батам
Батам на индонезийски: Batam е островен град в Индонезия. Населението му е 944 285 жители (2010 г.). Има площ от 715 кв. км. Намира се близо до Сингапур. Батам е свързан транспортно със съседните на него градове посредством фериботни линии. Към края на 2010 г. 58% от чуждите туристи посетили Батам са дошли от Сингапур чрез ферибот, а 13% от останалата част на Малайзия. До Батам има ограничен брой международни полети.